# Кубок УРСР з футболу 1944
Кубок УРСР 1944 проходив з 10 вересня по 15 жовтня. У турнірі брали участь 34 команди. Чотири найкращі клуби провели одноколовий турнір у Києві. Втретє переможцем стало київське «Динамо».
| М | Команда                 | В | Н | П | РМ    | О |
| - | ----------------------- | - | - | - | ----- | - |
| 1 | «Динамо» (Київ)         | 3 | 0 | 0 | 3 — 0 | 6 |
| 2 | «Локомотив» (Харків)    | 1 | 1 | 1 | 4 — 2 | 3 |
| 3 | «Динамо» (Одеса)        | 1 | 0 | 2 | 0 — 4 | 2 |
| 4 | «Стахановець» (Сталіно) | 0 | 1 | 2 | 2 — 3 | 1 |

Склад переможців: Антон Ідзковський, Микола Махиня, Павло Віньковатов, Микола Балакін, Володимир Балакін, Микола Хижников, Дмитро Васильєв, Абрам Лерман, Леонід Карчевський, Іван Сєров, Костянтин Калач, Петро Лайко.